# Shouf Shouf Habibi!
 (octobre 2020).
Si vous disposez d'ouvrages ou d'articles de référence ou si vous connaissez des sites web de qualité traitant du thème abordé ici, merci de compléter l'article en donnant les références utiles à sa vérifiabilité et en les liant à la section « Notes et références ».
Pour plus de détails, voir Fiche technique et Distribution.
Shouf Shouf Habibi! est un film néerlandais, créé par Albert ter Heerdt et diffusé à partir du 29 janvier 2014 sur VARA.

## Synopsis
Shouf Shouf Habibi! parle d'une famille marocaine qui essaye de s'intégrer dans la société néerlandaise. Ap est un jeune Marocain de vingt ans qui est confronté à un choix difficile. D'un côté, il peut devenir un Néerlandais moderne bien intégré, d'un autre côté, il veut devenir un vrai Marocain à l'écoute de son père qui lui demande de trouver une femme et de se marier jeune en épousant une femme au Maroc. Son plus grand frère Sam est un agent de police marocain bien intégré dans la société. Il trouve un emploi pour son petit frère afin de travailler dans un bureau. Le petit frère est pas intéressé pour travailler, il choisit de braquer une banque. Le braquage échoue finalement.
La mère de la famille sait dire qu'une chose en néerlandais : "Is goed" (c'est bien) et le père ne sait pas du tout parler le néerlandais.

## Fiche technique
- Titre : Shouf Shouf Habibi!
- Titre anglais : Hush Hush Baby

## Distribution
- Mimoun Oaïssa : Abdullah Bentarek
- Salah Edinne Benmoussa : Ali Bentarek
- Zohra Slimani : Khadija Bentarek
- Najib Amhali : Samir Bentarek
- Iliass Ojja : Driss Bentarek
- Tanja Jess : Maja
- Frank Lammers : Chris
- Touriya Haoud : Leila Bentarek
- Mimoun Oulad Radi : Rachid
- Mohammed Chaara : Mustafa
- Leo Alkemade : Robbie
- Winston Gerschtanowitz : Daan
- Tara Elders : Britt
- Bridget Maasland : Carlie
- Ahmed Kamal : Youssef
- Martien Boerwinkel : Geldloper
- Soundos El Ahmadi : Aicha

## Distinctions
- 2004 : Vainqueur du Veau d'or au Festival du cinéma néerlandais d'Utrecht